# Камара, Пап
Пап Абду Камара (фр. Pape Abdou Camara; 24 сентября 1991, Дакар, Сенегал) — сенегальский футболист, полузащитник.

## Клубная карьера
Камара начал свою карьеру в сенегальском клубе «Этуаль Лузитана».
17 января 2010 года подписал контракт с бельгийским клубом «Стандард» сроком до июня 2011 года. Дебютный матч провёл 25 апреля 2010 года против «Шарлеруа». по окончании сезона был отдан в аренду в «Сент-Трюйден». За полгода в аренде сыграл 11 матчей, забил 2 мяча. После возвращения из «Сент-Трюйдена» провёл в сезоне 2010/11 15 матчей, выиграл вместе с командой Кубок Бельгии, а в мае продлил контракт до июня 2015 года.
В следующем сезоне Камара успел провести только 5 матчей за «Стандард» и 12 января 2012 года подписал контракт с французским «Валансьеном». В Лиге 1 дебютировал 29 января 2012 года. В первом сезоне за «Валансьен» провёл 11 матчей.

## Карьера в сборной
Камара выступал за молодёжную сборную Сенегала (до 17 лет), а также провёл один матча за олимпийскую сборную.

## Достижения
«Стандард»
- Обладатель Кубка Бельгии: 2010/11